# Stazione di Città del Vaticano
Stazione di Città del Vaticano er den eneste jernbanestation på den vatikanske jernbane i Vatikanstaten. Det er en rebroussementsstation og udgør samtidig den samlede jernbanestrækning i den vatikanske jernbane, der er tilsluttet Rom-Capranica-Viterbo-jernbanen i Italien.